# Sablan
Sablan è una municipalità di quinta classe delle Filippine, situata nella Provincia di Benguet, nella Regione Amministrativa Cordillera.
Sablan è formata da 8 baranggay:
- Bagong
- Balluay
- Banangan
- Banengbeng
- Bayabas
- Kamog
- Pappa
- Poblacion